# Abierto Mexicano de Tenis 2002 - Qualificazioni singolare maschile
Le qualificazioni del singolare maschile dell'Abierto Mexicano de Tenis 2002 sono state un torneo di tennis preliminare per accedere alla fase finale della manifestazione. I vincitori dell'ultimo turno sono entrati di diritto nel tabellone principale. In caso di ritiro di uno o più giocatori aventi diritto a questi sono subentrati i lucky loser, ossia i giocatori che hanno perso nell'ultimo turno ma che avevano una classifica più alta rispetto agli altri partecipanti che avevano comunque perso nel turno finale.
Le qualificazioni del torneo prevedevano 16 partecipanti di cui 4 sono entrati nel tabellone principale.

## Teste di serie
1. Fernando González (primo turno)
2. Flávio Saretta (ultimo turno)
3. Nicolas Coutelot (Qualificato)
4. Vince Spadea (Qualificato)

1. Alexandre Simoni (ultimo turno)
2. Hugo Armando (Qualificato)
3. Luis Horna (primo turno)
4. Juan Antonio Marín (ultimo turno)

## Qualificati
1. Hugo Armando
2. Luis Horna

1. Nicolas Coutelot
2. Vince Spadea

## Tabellone

### Legenda
| - Q = Qualificato - WC = Wild card - LL = Lucky loser | - ALT = Alternate - SE = Special Exempt - PR = Protected Ranking | - w/o = Walkover - r = Ritirato - d = Squalificato |

### Sezione 1
|  | Primo turno | Primo turno       | Primo turno       | Primo turno | Primo turno |  |  | Ultimo turno | Ultimo turno | Ultimo turno | Ultimo turno | Ultimo turno |  |
|  |             |                   |                   |             |             |  |  |              |              |              |              |              |  |
|  |             | Gorka Fraile      | Gorka Fraile      | 1           | 6           |  |  |              |              |              |              |              |  |
|  | 1           | Fernando González | Fernando González | 6           | 3r          |  |  |              | Gorka Fraile | 4            | 6            | 4            |  |
|  | 6           | Hugo Armando      | 7                 | 3           | 6           |  |  | 6            | Hugo Armando | 6            | 3            | 6            |  |
|  |             | Oliver Gross      | 62                | 6           | 3           |  |  |              |              |              |              |              |  |

### Sezione 2
|  | Primo turno | Primo turno            | Primo turno            | Primo turno | Primo turno |  |  | Ultimo turno | Ultimo turno   | Ultimo turno   | Ultimo turno | Ultimo turno |  |
|  |             |                        |                        |             |             |  |  |              |                |                |              |              |  |
|  | 2           | Flávio Saretta         | Flávio Saretta         | 6           | 6           |  |  |              |                |                |              |              |  |
|  |             | German Puentes-Alcaniz | German Puentes-Alcaniz | 0           | 2           |  |  | 2            | Flávio Saretta | Flávio Saretta | 5            | 3            |  |
|  |             | Luis Horna             | Luis Horna             | 7           | 6           |  |  |              | Luis Horna     | Luis Horna     | 7            | 6            |  |
|  | 7           | Marc López             | Marc López             | 5           | 1           |  |  |              |                |                |              |              |  |

### Sezione 3
|  | Primo turno | Primo turno        | Primo turno        | Primo turno | Primo turno |  |  | Ultimo turno | Ultimo turno       | Ultimo turno       | Ultimo turno | Ultimo turno |  |
|  |             |                    |                    |             |             |  |  |              |                    |                    |              |              |  |
|  | 3           | Nicolas Coutelot   | Nicolas Coutelot   | 7           | 6           |  |  |              |                    |                    |              |              |  |
|  |             | Guillermo Carter   | Guillermo Carter   | 68          | 3           |  |  | 3            | Nicolas Coutelot   | Nicolas Coutelot   | 7            | 6            |  |
|  | 8           | Juan Antonio Marín | Juan Antonio Marín | 6           | 7           |  |  | 8            | Juan Antonio Marín | Juan Antonio Marín | 65           | 4            |  |
|  |             | Santiago González  | Santiago González  | 4           | 5           |  |  |              |                    |                    |              |              |  |

### Sezione 4
|  | Primo turno | Primo turno      | Primo turno      | Primo turno | Primo turno |  |  | Ultimo turno | Ultimo turno     | Ultimo turno     | Ultimo turno | Ultimo turno |  |
|  |             |                  |                  |             |             |  |  |              |                  |                  |              |              |  |
|  | 4           | Vince Spadea     | Vince Spadea     | 6           | 6           |  |  |              |                  |                  |              |              |  |
|  |             | Bruno Echagaray  | Bruno Echagaray  | 3           | 4           |  |  | 4            | Vince Spadea     | Vince Spadea     | 6            | 6            |  |
|  | 5           | Alexandre Simoni | Alexandre Simoni | 7           | 7           |  |  | 5            | Alexandre Simoni | Alexandre Simoni | 4            | 4            |  |
|  |             | Nathan Healey    | Nathan Healey    | 62          | 64          |  |  |              |                  |                  |              |              |  |